# Lausitzer Purzler
| Lausitzer Purzler                           | Lausitzer Purzler                   |
| Bild gesucht                                | Bild gesucht                        |
| ELRT: D/0953                                | ELRT: D/0953                        |
| ------------------------------------------- | ----------------------------------- |
| Rassengruppe                                | Tümmlertauben                       |
| Standardbestimmend im Europäischen Verband: | Bund Deutscher Rassegeflügelzüchter |
| Liste der Haustauben                        |                                     |

Der Lausitzer Purzler ist eine zur Gruppe der Tümmler gehörende Rasse der Haustauben mit guten Flugeigenschaften. Die Tauben dieser Rasse purzeln im Flug, sie überschlagen sich einfach oder doppelt. Die Lausitzer Purzler gehören als Folgerasse der „Lausitzer Elsterpurzler“ zu den ältesten deutschen Taubenrassen.

## Merkmale
Der Lausitzer Purzler ist eine lebhafte flugtüchtige Taube mit Elsterzeichnung, die zu den Zweinutzungsrassen gezählt werden kann, da sie Rassetaubenzucht und Kunstflugsport vereint. Sie gehört zu den wenigen Purzlerrassen deren Mehrzahl der Tiere noch „purzeln“, die sich während des Fluges in der Luft überschlagen.
Der Lausitzer Purzler ist eine Taube mit kleiner, relativ kurzer kompakter Figur. Er ist mittelhoch gestellt mit fast waagerechter, leicht abfallender Körperhaltung. Der Kopf ist sauber durchwölbt. Sein höchster Punkt befindet sich vor dem Auge. Der Schnabel ist kräftig. Weitere Zuchtziele sind ein breites Flügelschild und ein langer Brustschnitt.
Die Züchter beschränken sich auf die Farbenschläge Schwarz-, Rot-, Gelb- und Blaugeelstert. Seit 2012 sind auch die Farbenschläge Dun-geelstert und Blaufahl-geelstert anerkannt.

## Herkunft und Entstehung
Die Lausitzer Purzler stammen von besonders stark purzelnden Tieren des indischen Kaisers Akbar I. (1542–1605) ab. In Kopenhagen waren bereits 1669 Dänische Tümmler bekannt, die im 18. Jahrhundert nach Deutschland gelangten. Im 19. und 20. Jahrhundert waren Tauben mit Elsterscheckung in den unterschiedlichsten Gebieten Deutschlands beheimatet. Besonders aktiv waren Züchter im mittleren und westlichen Süden Deutschlands. Aus ihren Tauben entwickelte sich die Rasse Elsterpurzler.
Nach dem Krieg bauten Zuchtfreunde in Ost und West mit den verbliebenen Exemplaren neue Zuchten auf, deren Zuchtvorstellungen bis in die 1960er Jahre weitgehend gleich waren. In Süddeutschland waren die Elsterpurzler auch als Alt- oder Süddeutsche Elsterpurzler bekannt und so gab es in den 1950er Jahren Versuche die Rasse in „Süddeutsche Elsterpurzler“ umzubenennen. Sie scheiterten im Bundes-Zucht- und Anerkennungsausschuss des BDRG, der seine Zustimmung verweigerte. Möglicherweise waren diese Bestrebungen Anstoß im Ostdeutschen Geltungsbereich, in dem bis dato kein Elsterpurzler anerkannt war, mit den „Burzlertaube“ genannten lokalen oberlausitzer Schlägen (ebenfalls) einen lokalen Elsterpurzler zu züchten. 1957 wurde die Rasse „Lausitzer Elsterpurzler“ als Züchtung anerkannt. Ein Sonderverein folgte 1958.
Der Mauerbau 1961 verhinderte einen Austausch der Züchter. 1963 wurde in Hornberg im Schwarzwald ein weiterer Sonderverein gegründet. Unter den gegebenen Bedingungen entwickelten sich unterschiedliche Zuchtauffassungen. In der DDR wurden bei Bewertungen eine ansteigende Stirn und gute Augenrandeindeckung gefordert. Bei den bundesdeutschen Elsterkröpfern führten beständige Einkreuzungen Dänischer Tümmler zu flacheren Köpfen, senkenden Schnäbeln, längeren Hälsen und Beinen. Auf der Nationalen Geflügelschau in Nürnberg 1989 wurden so de facto zwei verschiedene Elsterpurzlerrassen ausgestellt. Zunächst gab es auch Bestrebungen die beiden lokal gefärbten Typen wieder in einer Rasse, dem „Elsterpurzler“, zusammenzuführen. Dabei sollte der Lausitzer in der süddeutschen Zuchtrichtung aufgehen und Anpassungen erfahren. Die Lausitzer Stammzüchter wollten ihrem Zuchtziel Schönheit und Leistung miteinander zu vereinen aber treu bleiben und dem Lausitzer Typ seine Flugeigenschaften erhalten.
Nach neunjährigem Rechtsstreit wurde der Lausitzer Purzler 2011 endgültig auch im Bund Deutscher Rassegeflügelzüchter anerkannt. Sein Standard, der zugleich Europastandard ist, entspricht weitestgehend den Zuchtbestrebungen die 1989 zur Wendezeit aktuell waren. Die Europäische Liste der Rassetauben führt den Lausitzer Elsterpurzler mit der Nummer 953.

## Vereinbarkeit von Standard und Flugqualität
Aufgrund der lokalen Gegebenheiten der Nieder- und Oberlausitz mit relativ hoher Greifvogelbesatzdichte waren die Lausitzer Purzler vermutlich bereits während der Erzüchtungsphase einem relativ hohen Jagddruck ausgesetzt und haben sich durch hohe Fluggewandtheit und Startschnelligkeit anpassen müssen. Diese Flugeigenschaften zu erhalten hat sich der Lausitzer Elsterpurzlerclub zum Ziel gesetzt. So wird neben Leistungspreis für die reine Ausstellungsbewertung seit dem Jahr 2007 das „Purzlerband“ für eine Kombination von Standardqualität und rassetypischem Flugvermögen ausgelobt. Gewertet werden Stiche. Drei Tauben werden gemeinsam von Flugkasten oder Schlag gestartet, die nach dem Kunstflug innerhalb einer Stunde zurückkehren müssen. Darüber hinaus müssen die Tauben in einer Sonderschau des Lausitzer Clubs ausgestellt und bewertet werden. Ein Punktsystem soll sicherstellen, dass jeweils einseitige Zucht vermieden wird.

## Weiterführende Literatur und Nachweise
- Kleiner Leitfaden für Züchter, Freunde und Preisrichter der Lausitzer Elsterpurzler. (PDF, 4,25 MB) Lausitzer Elsterpurzler Club - Deutschland, August 2008, abgerufen am 27. Oktober 2012 (inkl. Rassestandard).
- Lausitzer Purzler. (PDF, 1,15 MB) In: tierarzt-loeffler.de. Abgerufen am 27. Oktober 2012 (Seiten 17–21 der Ausgabe 1/2010 des Österreichischen Kleintierzüchters, Fachzeitschrift für Kaninchen, Meerschweinchen, Tauben, Geflügel, Ziergeflügel und Vögel, herausgegeben vom Rassezuchtverband Österreichischer Kleintierzüchter mit Tier-, Natur- und Umweltschutz).
  - Maik Löffler: Lausitzer Purzler – ein fliegendes und purzelndes Kleinod der Rassetaubenzucht. In: ÖKZ. Nr. 1, Januar 2010, S. 17–20.
  - Martin Zerna: Wenn Purzler die Zukunft meistern. In: ÖKZ. Nr. 1, Januar 2010, S. 20–21.